# Turbomeca Ardiden

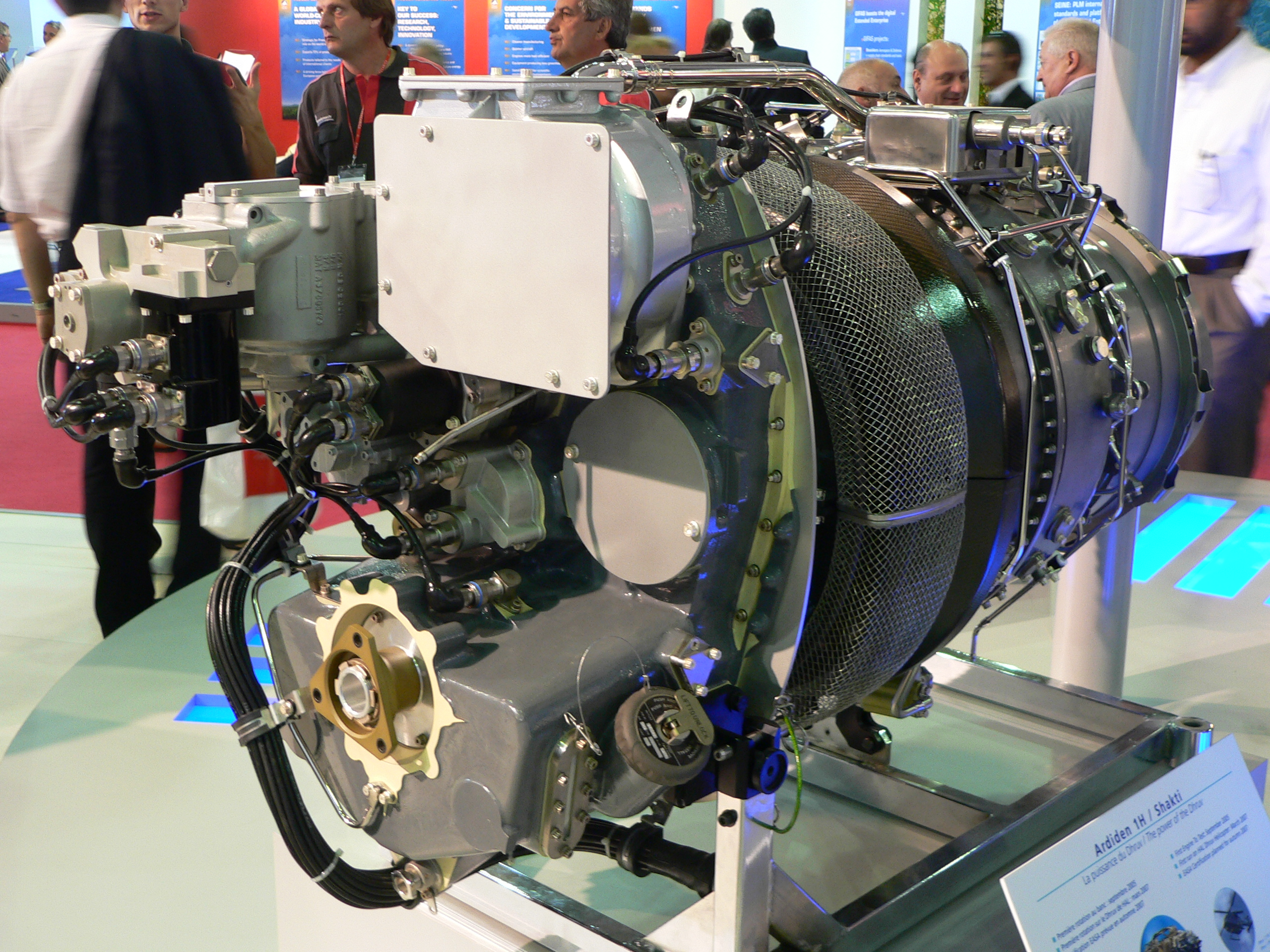
Turbomeca Ardiden 1H/Shakti

Das Turbomeca Ardiden/Shakti ist ein für den Antrieb von Hubschraubern entwickelte Wellenturbine des französischen Herstellers Turbomeca und des indischen Herstellers Hindustan Aeronautics Limited (HAL). Nach einer Tradition bei Turbomeca wurde das Triebwerk nach einem Berg in den Pyrenäen benannt.

## Geschichte
Das Triebwerk wurde ab 1999 entwickelt, ab Februar 2003 in Kooperation mit HAL und kommt beim HAL Dhruv als Ardiden 1H zum Einsatz. Der Erstlauf erfolgte Anfang 2004, erst Bodentest folgten im Oktober 2005. Der Erstflug des Hubschraubers mit dem Ardiden-Triebwerk erfolgte am 16. August 2007. Ab Ende 2007 werden die Hubschrauber serienmäßig mit diesem Triebwerk ausgerüstet (vorher Turbomeca TM 333-2B2). Die Zulassung durch die EASA erfolgte im Dezember 2007.

## Technische Daten
Die Triebwerke besitzen jeweils zwei Wellen und ein Reduktionsgetriebe. Der zweistufige radiale Hochdruckverdichter wird von einer einstufigen Hochdruckturbine angetrieben. Der Antrieb der Abtriebswelle, die für 6000/min ausgelegt ist, erfolgt durch eine zweistufige Niederdruckturbine. Die Ringbrennkammer ist rückwärts gerichtet, um die Länge des Triebwerks gering zu halten. Die Steuerung erfolgt durch ein zweifach redundantes FADEC-System. Das Ardiden 1A soll beim Eurocopter EC155HP+, das Ardiden 2K bei der Bell/Agusta Aerospace AB139 und das Ardiden 3G beim Kamow Ka-62 zum Einsatz kommen. Als Preis werden 0,5 Mio. US-Dollar pro Stück angegeben.
| Variante | Startleistung                        | Dauerleistung                        | Abmessungen L×B×H   | Gewicht                            |
| -------- | ------------------------------------ | ------------------------------------ | ------------------- | ---------------------------------- |
| 1H       | 938 kW (thermal) 640 kW (mechanisch) | 800 kW (thermal) 568 kW (mechanisch) | 1250 × 519 × 694 mm | 108 kg 205 kg mit Ölkühlungssystem |